# Les Aventures du Bosco
Les Aventures du Bosco (ボスコアドベンチャ, Bosuko Daiboken) est une série télévisée animée japonaise en 26 épisodes, produite par Nippon Animation en 1986 et réalisée par Taku Sugiyama.
Il s'agit d'une adaptation du roman Storie del bosco de l'écrivain italien Tony Wolf.

## Diffusion
Au Japon, la série est diffusée à partir du 6 octobre 1986.
En France, la série est diffusée à partir du 19 janvier 1990 sur La Cinq dans l'émission Youpi ! L'école est finie. Elle est diffusée au Québec sous le titre « La Forêt Magique ».

## Synopsis
La princesse Abricotine est destinée à régner sur le Pays des Fontaines où coule la fontaine de vie. Traquée par des bandits cherchant à s'emparer de ce territoire, Abricotine est kidnappée avant son intronisation. La fontaine de vie risque de s'assécher si la princesse ne monte pas sur le trône avant la prochaine éclipse solaire. Abricotine parvient à envoyer un message de détresse aux animaux de la forêt par le biais de son oiseau mécanique, Spic. Otto le furet, Fiacre la grenouille et Tutti la tortue décident de lui porter secours à bord d'un vaisseau dirigeable, le Bosco.

## Personnages principaux
- Abricotine (アプリコット) : l'héroïne de la série, princesse du Pays des Fontaines ;
- Tutti (タッティ) : la tortue ;
- Otto (オッター) : la loutre ;
- Fiacre (フローク) : la grenouille ;
- Spic (スピーク) : l'oiseau mécanique d'Abricotine ;
- Ender (エンダー) : Premier ministre du Pays des Fontaines chargé de veiller sur l'éducation d'Abricotine ;
- Scorpion (スコーピオン) : le grand méchant de la série, responsable de l'assèchement de la planète ;
- Damia (ダミア) : bras droit de Scorpion, elle voyage à bord d'un sous-marin en forme d'araignée ;
- Fourban (フードマン) : il cherche à capturer Abricotine afin de se faire bien voir par Scorpion ;
- Jack (ジャック) : chat noir et blanc un peu maladroit, acolyte de Fourban ;
- Franz (フランツ) : vieil homme portant un cache-œil de pirate, acolyte de Fourban.

## Voix françaises
- Claudie Verdant : Abricotine
- Luc Durand : Fiacre, narrateur
- Bernard Fortin : Tutti, Scorpion
- Hubert Gagnon : Otto
- Johanne Léveillé : Spic
- Victor Désy : Forban
- Sébastien Dhavernas : Jack
- Benoit Rousseau : Franz
- Hélène Mondoux : Damia
- Jean Fontaine : Ender

## Épisodes
1. Libérez la princesse Abricotine
2. Le géant dormant
3. La vallée du dragon en péril
4. Il faut sauver le bébé dragon
5. Pourquoi le champignon chatoyant ?
6. Course à travers le palais funeste
7. Abricotine attention ǃ
8. La ruse de Fourban
9. Sous l'oasis
10. À la dérive
11. À toi, Licorne
12. Sauvons le village de glace
13. Le sort de la princesse
14. À l'assaut d'un château
15. Damia l'assassine
16. La bataille de la forêt endormie
17. Qui est l'imposteur ?
18. Bataille sous les mers
19. La ville sans eau
20. La bataille de l'eau
21. La mission d'Abricotine
22. Sécheresse et naufrage
23. Tempête la terrible
24. Seule devant l'effroi
25. Le temps est venu
26. Abricotine pourra-t-elle sauver le monde ?